# Costantino Ricciardi
Costantino Ricciardi (Padova, 25 agosto 1990) è un rugbista a 15 italiano, ala del Petrarca Rugby.